# Pisanosaurus
Pisanosaurus ("Pisanov gušter") je rod primitivnih pripadnika reda Ornithischia iz perioda kasnog trijasa; nastanjivao je današnju Južnu Ameriku. Bio je dvonožni biljožder kojeg je opisao argentinski paleontolog Rodolfo Casamiquela 1967. godine. Do sada je priznata samo jedna, tipična vrsta, Pisanosaurus mertii, na osnovu nepotpunog skeleta. Fosili su otkriveni u formaciji Ischigualasto u Argentini i smatra se da potiču iz perioda između 228 i 216,5 milijuna godina pr. Kr.
Točna klasifikacija Pisanosaurus tema je znanstvenih debata već više od 40 godina; trenutni konsenzus je da je Pisanosaurus najstariji poznati pripadnik Ornithischia, raznovrsne grupe dinosaura koji su živjeli gotovo tijekom cijele ere Mezozoika.

## Opis
Na osnovu poznatih fosilnih ostataka, Pisanosaurus je bio malen i lako građen dinosaur dug oko 1 m. Težio je između 2,27 i 9,1 kg. Ove procjene variraju zbog nepotpunosti fosila. Smatra se da je rep Pisanosaurusa bio dug kao i ostatak tijela (na osnovu ostataka drugih primitivnih pripadnika Ornithischia), ali ovo je spekulativno, s obzirom na to da rep nikada nije otkriven. Bio je dvonožac i vjerojatno je bio biljožder, kao i svi poznati pripadnici njegove grupe.

## Otkriće i naziv
Vrstu Pisanosaurus mertii opisao je 1967. godine argentinski paleontolog Rodolfo Casamiquela. Naziv Pisanosaurus dat je ovoj vrsti u čast Juana A. Pisanoa, argentinskog paleontologa, a saurus (σαυρος) na sarogrčkom znači gušter. Pisanosaurus je poznat iz jednog jedinog i nepotpunog skeleta pronađenog u Argentini. Bazira se na primjerku PVL 2577, iz formacije Ischigualasto.

## Klasifikacija
|  | Abrictosaurus     |
|  |                   |
|  | Heterodontosaurus |
|  |                   |

|  | Thyreophora    |
|  |                |
|  | Neornithischia |
|  |                |

|  | Abrictosaurus     |
|  |                   |
|  | Heterodontosaurus |
|  |                   |

|  | Thyreophora    |
|  |                |
|  | Neornithischia |
|  |                |

|  | Abrictosaurus     |
|  |                   |
|  | Heterodontosaurus |
|  |                   |

|  | Thyreophora    |
|  |                |
|  | Neornithischia |
|  |                |

|  | Abrictosaurus     |
|  |                   |
|  | Heterodontosaurus |
|  |                   |

|  | Thyreophora    |
|  |                |
|  | Neornithischia |
|  |                |

Pisanosaurus je veoma primitivan pripadnik Ornithischia; čini se da postkranijalnom sleketu nedostaju prepoznatljive sinapomorfne osobine pripadnika Ornithischia; Paul Sereno je 1991. godine čak predložio da je fosil zapravo himera (fosil koji se sastoji od ostataka više životinjskih vrsta). Međutim, nedavna istraživanja su pokazala da ostaci pripadaju samo jednoj vrsti.
Pisanosaurus se klasificira ili kao heterodontosaurid ili kao prvi poznati pripadnik Ornithischia. Istraživanje 2008. godine svrstalo je Pisanosaurusa izvan Heterodontosauridae (što znači da je još primitivniji od njih). Prema tom istraživanju, Pisanosaurus je prvi i najprimitivniji pripadnik Ornithischia.
Pisanosaurus je tipični rod porodice Pisanosauridae, koju je uspostavio Casamiquela u istom članku u kojem je uspostavio i rod Pisanosaurus. Porodica Pisanosauridae se smatra zastarjelom, a istraživanje iz 1976. godine zaključilo je da je ona sinonim za Heterodontosauridae.

## Paleoekologija
Fosilni ostaci Pisanosaurusa otkriveni su u formaciji Ischigualasto u Argentini. Iako se isprva smatralo da ova formacija potiče iz perioda srednjeg trijasa, sada se smatra da je nastala u periodu kasnog trijasa, prije 228 do 216,5 milijuna godina. Pisanosaurus je dijelio svoje stanište s rinhosaurima (Rhynchosauria), sinodontima (Cynodontia), disinodontima (Dicynodontia), prestosukidi (Prestosuchidae), ornitosukidima (Ornithosuchidae), aetosaurima (Stagonolepididae) i primitivnim dinosaurima. Rani dinosaur mesožder, Herrerasaurus, živio je u ovom području u to vrijeme i možda je lovio Pisanosaurusa.

## Vanjske poveznice
- Pisanosaurus  Arhivirana inačica izvorne stranice od 29. rujna 2012. (Wayback Machine) iz PaleoBiology Database
- Pisanosaurus na DinoData.com